# Medalla por la Victoria sobre Japón (Mongolia)
La Medalla por la Victoria sobre Japón (en mongol: Япон дээгүүр ялалт нь медаль) es una medalla conmemorativa de la República Popular de Mongolia, establecida por Decreto del Presídium del Gran Jural (parlamento) del Pueblo de la República Popular de Mongolia del 20 de noviembre de 1945 para conmemorar la victoria de las tropas mongolas y soviéticas, sobre el Imperio del Japón en 1945.

## Estatuto de la medalla
El Presídium del Gran Jural de la República Popular de Mongolia decidió mediante decreto de 20 de noviembre de 1945 conceder la Medalla por la Victoria sobre Japón aː
- Militares de la República Popular de Mongolia, tropas y órganos del Ministerio del Interior que participaron directamente en las hostilidades contra los imperialistas japoneses y en las labores de apoyo a las operaciones militares del ejército;
- Trabajadores, ingenieros y técnicos y empleados de instituciones y empresas estatales, organizaciones sindicales y públicas, trabajadores de la ciencia, el arte y la literatura, que aportaron su trabajo desinteresado para fortalecer el poder de combate del ejército.

Los organismos encargados de proponer y conceder la medalla sonː
a) En relación con personas que estén actualmente prestando servicio en el seno del Ejército Popular de Mongolia y órganos del Ministerio del Interiorː los comandantes de unidades militares, jefes de destacamentos fronterizos y unidades del Ministerio del Interior. Las listas de estas personas son aprobadas por el Ministerio de Defensa y el Ministerio del Interior, respectivamente;
b) En relación con personas desmovilizadas del ejército y tropas del Ministerio del Interior por el aimach y administraciones municipales sobre la base de documentos emitidos por los comandantes de unidades y formaciones militares sobre la participación directa en las hostilidades o en el apoyo a las operaciones de combate del ejército. Las listas de estas personas son elaboradas y aprobadas por la aimag o las administraciones municipales;
c) En relación con las personas empleadas en empresas industriales, granjas estatales, cooperativas, trabajadores de la ciencia y el arte, así como empleados de ministerios y otras instituciones centrales y locales. Las listas de estas personas son elaboradas y aprobadas por los ministerios, departamentos y otras autoridades centrales y locales pertinentes. 
La medalla se entrega, en nombre del Presídium del Gran Jural de la República Popular de Mongoliaː
- En el caso de personas que prestan servicio en las unidades de la República Popular de Mongolia y del Ministerio del Interior de Mongolia, por los comandantes de sus unidades o formaciones militares.

- En el caso de militares jubilados del ejército o del Ministerio del Interior, así como trabajadores de instituciones estatales y públicas, empresas y otras organizaciones, por las administraciones de la ciudad en el lugar de residencia del premiado.

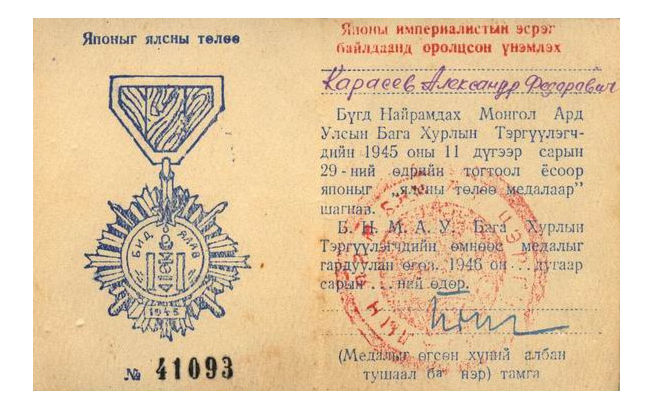
Certificado de concesión de la medalla

La medalla se lleva en el lado izquierdo del pecho y, en presencia de otras órdenes y medallas, se coloca inmediatamente después de la Orden al Mérito Militar (Mongolia) y la Medalla del trabajo honorífico.
Cada medalla venía con un certificado de premio, este certificado se presentaba en forma de un pequeño folleto de cartón de 8 cm por 11 cm con el nombre del premio, los datos del destinatario y un sello oficial y una firma en el interior.

## Descripción
La medalla es un conjunto de rayos diedros que forman un rombo, sobre el que se superponen dos espadas cruzadas estilizadas, con un escudo redondo superpuesto. En el escudo hay una imagen convexa del símbolo Soyombo, cubierto de esmalte blanco y, sobre el escudo, recubierto de esmalte rojo hay una estrella de cinco puntas. En la parte inferior a ambos lados del «Soyombo» hay tres trazos, y en la parte superior, también a ambos lados del Soyombo, hay una inscripción que dice: «BID YALAV» - «HEMOS VENCIDO». Debajo del escudo hay una fecha en letras convexas: «1945»
El reverso de la medalla es liso, ligeramente cóncavo y tiene un número de serie grabado en la parte inferior.
La medalla está conectada con un ojal y un anillo a un bloque pentagonal, que está cubierto con esmalte en forma de cinta de tres franjas: roja, azul y roja. Las tres tiras de igual ancho, 8 mm cada una. En el reverso, el bloque es liso y tiene un perno roscado soldado con una tuerca para sujetar la medalla a la ropa.
La medalla y el bloque están hechos de bronce dorado. Las dimensiones de la medalla son 40 × 40 mm. Dimensiones del bloque 24 × 28 mm. Peso de la medalla 23,10 g. Peso del bloque 7,40 g. Peso de la tuerca 2,З5 g.